# غراند إيسل (مين)
غراند إيسل (بالإنجليزية: Grand Isle, Maine)‏ هي بلدة أمريكية تقع في الولايات المتحدة في مقاطعة أروستوك (مين). يقدر عدد سكانها بـ 467 نسمة ومساحتها 91.63 كم2 وترتفع عن سطح البحر 227 متر.

## التركيبة السكانية
قام مكتب تعداد الولايات المتحدة بتحديد بيانات التركيبة السكانية لغراند إيسل في تعداد الولايات المتحدة. في ما يلي، التركيبة السكانية حسب تعدادي 2000 و2010.

### تعداد عام 2000
بلغ عدد سكان غراند إيسل 518 نسمة بحسب تعداد عام 2000، وبلغ عدد الأسر 218 أسرة وعدد العائلات 161 عائلة مقيمة في البلدة. في حين سجلت الكثافة السكانية 15.1 نسمة لكل ميل مربع (5.8/كم2). وبلغ عدد الوحدات السكنية 268 وحدة بمتوسط كثافة قدره 7.8 نسمة لكل ميل مربع (3.0/كم2).
وتوزع التركيب العرقي للبلدة بنسبة 98.84% من البيض و 0.39% من الأمريكيين الأصليين و 0.19% من الأمريكيين ذوي الأصول الآسيوية و 0.58% من عرقين مختلطين أو أكثر.
بلغ عدد الأسر 218 أسرة كانت نسبة 23.4% منها لديها أطفال تحت سن الثامنة عشر تعيش معهم، وبلغت نسبة الأزواج القاطنين مع بعضهم البعض 63.3% من أصل المجموع الكلي للأسر، ونسبة 6.0% من الأسر كان لديها معيلات من الإناث دون وجود شريك، وكانت نسبة 25.7% من غير العائلات. تألفت نسبة 22.0% من أصل جميع الأسر من أفراد ونسبة 11.5% كانوا يعيش معهم شخص وحيد يبلغ من العمر 65 عاماً فما فوق. وبلغ متوسط حجم الأسرة المعيشية 2.72، أما متوسط حجم العائلات فبلغ 2.38.
بلغ العمر الوسطي للسكان 49 عاماً. وكانت نسبة 20.8% من القاطنين تحت سن الثامنة عشر، وكانت نسبة 4.6% بين الثامنة عشر والأربعة وعشرون عاماً، ونسبة 17.6% كانت واقعةً في الفئة العمرية ما بين الخامسة والعشرون حتى والأربعة وأربعون عاماً، ونسبة 37.6% كانت ما بين الخامسة والأربعون حتى الرابعة والستون، ونسبة 19.3% كانت ضمن فئة الخامسة والستون عاماً فما فوق. يوجد لكل 100 أنثى 95.5 ذكر، ويوجد لكل 100 أنثى في الثامنة عشر من عمرها فما فوق 96.2 ذكر.
بلغ متوسط دخل الأسرة في البلدة 28,125 دولار، أما متوسط دخل العائلة فبلغ 34,875 دولار. وكان متوسط دخل الذكور 40,000 دولار مقابل 30,938 دولار للإناث. وسجل دخل الفرد الخاص بالبلدة 13,346 دولار. وكانت نسبة 12.7% من العائلات ونسبة 17.4% من السكان تحت خط الفقر، وكان من هؤلاء نسبة 32.1% تحت سن الثامنة عشر ونسبة 9.2% في الخامسة والستين من العمر وما فوق.

### تعداد عام 2010
بلغ عدد سكان غراند إيسل 467 نسمة بحسب تعداد عام 2010، وبلغ عدد الأسر 215 أسرة وعدد العائلات 135 عائلة مقيمة في البلدة. في حين سجلت الكثافة السكانية 13.5 نسمة لكل ميل مربع (5.2/كم2). وبلغ عدد الوحدات السكنية 262 وحدة بمتوسط كثافة قدره 7.6 لكل ميل مربع (2.9/كم2).
وتوزع التركيب العرقي للبلدة بنسبة 98.5% من البيض و 0.4% من الأمريكيين الأصليين و 0.4% من الأمريكيين الأفارقة و 0.6% من عرقين مختلطين أو أكثر.
بلغ عدد الأسر 215 أسرة كانت نسبة 20.5% منها لديها أطفال تحت سن الثامنة عشر تعيش معهم، وبلغت نسبة الأزواج القاطنين مع بعضهم البعض 52.1% من أصل المجموع الكلي للأسر، ونسبة 5.1% من الأسر كان لديها معيلات من الإناث دون وجود شريك، بينما كانت نسبة 5.6% من الأسر لديها معيلون من الذكور دون وجود شريكة وكانت نسبة 37.2% من غير العائلات. وبلغ متوسط حجم الأسرة المعيشية 2.66، أما متوسط حجم العائلات فبلغ 2.15.
بلغ العمر الوسطي للسكان 49.3 عاماً. وكانت نسبة 16.9% من القاطنين تحت سن الثامنة عشر، وكانت نسبة 4.5% بين الثامنة عشر والأربعة وعشرون عاماً، ونسبة 19.1% كانت واقعةً في الفئة العمرية ما بين الخامسة والعشرون حتى والأربعة وأربعون عاماً، ونسبة 33.8% كانت ما بين الخامسة والأربعون حتى الرابعة والستون، ونسبة 25.7% كانت ضمن فئة الخامسة والستون عاماً فما فوق. وتوزع التركيب الجنسي للسكان بنسبة 51.2% ذكور و48.8% إناث.